# Come Come Come Baby
《Come Come Come Baby》는 대한민국의 여성 5인조 음악 그룹 베이비복스의 세 번째 정규앨범이다. 이가이가 팀에서 탈퇴하고 윤은혜를 새 멤버로 영입하였다.타이틀 곡 ‘Get Up’으로 7월 초부터 방송 전파를 탔으며 KBS2 뮤직뱅크, KM 쇼 뮤직탱크 등에서 1위를 차지하며 큰 인기를 누렸다. 후속곡 ’Killer’ 또한 각종 음악 방송에서 1위를 기록했고 11월에는 발라드 곡 ‘Missing You’의 활동을 끝으로 성공리에 3집 활동을 종료했다. 당시 ’Get Up’과 ’Killer’ 두 곡을 녹음해놓고 방송 활동을 시작했기 때문에 음반 발매가 늦어졌다.
3집 활동을 끝내고 중국 음반사와의 라이센스 계약을 체결하고 중국 현지에도 발표되었다. 12월에 음반 프로모션을 시작으로 정식으로 중국에 진출했다.

## 수록곡
| #            | 제목                   | 작사         | 작곡         | 편곡         | 재생 시간 |
| ------------ | ---------------------- | ------------ | ------------ | ------------ | --------- |
| 1.           | 〈Intro〉              |              |              |              | 1:19      |
| 2.           | 〈Get Up!〉            | 박진영       | 김형석       |              | 3:37      |
| 3.           | 〈Missing You〉        | 김종숙       | 김형석       | 김형석       | 3:52      |
| 4.           | 〈Killer〉             | 김종숙       | 김형석       |              | 3:43      |
| 5.           | 〈꽃무늬 비키니〉      | 김종숙       | 방시혁       |              | 3:33      |
| 6.           | 〈사랑해요〉           | 김종숙       | 방시혁       |              | 3:28      |
| 7.           | 〈Mask〉               | 김남희       | 홍석, 노영주 |              | 3:07      |
| 8.           | 〈하늘과 함께한 사랑〉 | 김남희       | 노영주       |              | 3:59      |
| 9.           | 〈Summer Story〉       | 김남희       | 노영주       |              | 3:42      |
| 10.          | 〈웃어요〉             | 허인창       | 이현승       |              | 3:30      |
| 11.          | 〈Love And Ecstasy〉   | 미상         | 미상         |              | 4:02      |
| 12.          | 〈Get Up〉 (MR)        |              |              |              | 3:37      |
| 총 재생 시간 | 총 재생 시간           | 총 재생 시간 | 총 재생 시간 | 총 재생 시간 | 41:29     |

## 참여
이 목록은 해당 앨범의 부클릿에서 발췌하였다.
베이비복스
- 김이지 - 리더, 서브 보컬, 메인래퍼
- 이희진 - 메인 보컬
- 심은진 - 리드 보컬
- 간미연 - 리드 보컬
- 윤은혜 - 서브 보컬

세션
- DR MUSIC - 이그제큐티브 프로듀서
- 프로듀서 - 김형석, 원상우, 홍석
- 매니저 - 정필화, 황승현, 정희철, 최지훈, 노판복
- 아트 디렉터 - 박희성
- 포토 그래퍼 - 박소영
- 아트워크 - 한동수
- 스타일 리스트 - 김경남
- 컴퓨터 프로그래밍 - 원창준
- 믹싱 엔지니어 - 성지훈, 배진택, 원창준
- 뮤직비디오 - 감독 전용우, 촬영 문세흥, 조명감독 노명덕
- 코러스 - SNAZZY, 빈칸채우기, 김조한
- 랩 디렉팅 - A4, 허인창, 현준
- 댄스 팀 - 이영환 at I.N.G.
- 기타 세션 - 샘 리, 홍석, 함춘호
- 트럼펫 - 이주한
- 피아노 - 김형석